# 박미라 (핸드볼 선수)
박미라(1987년 4월 20일 ~ )는 대한민국의 핸드볼 선수이며, 삼척시청 소속이다.

## 학력
- 대구성서초등학교
- 대구용산중학교
- 대구제일고등학교

## 경력
- 2014년 아시안 게임 여자 핸드볼 국가대표
- 2016년 리우데자네이루 하계 올림픽 여자 핸드볼 국가대표

## 수상
- 2014년 아시안 게임 여자 핸드볼 금메달
- 2018년 아시안 게임 여자 핸드볼 금메달